# Мартин Димов (футболист, р. 1984)
Вижте пояснителната страница за други личности с името Мартин Димов.
Мартин Христов Димов е български футболист, ляв халф, ляв бек.

## Биография
Роден е на 5 октомври 1984 г. Висок е 184 см и тежи 70 кг. Играл е за ФК Белослав (Белослав), ФК Черноморец (Балчик), ФК Девня, Черноморец-Бургас-България.

## Статистика по сезони
- ФК Белослав (Белослав) – 2003/04 – В група, 25 мача, 10 гола
- ФК Черноморец (Балчик) – 2004/05 – В група, 15 мача, 12 гола
- ФК Девня – 2004/05 – В група, 5 мача, 1 гол
- Черноморец-Бургас-България – 2005/06 – В група, 30 мача, 12 гола
- Черноморец-Бургас-България – 2006/07 – А футболна група, 28 мача, 2 гола
- ФК Балкан (Ботевград) – 2007/08 – В футболна група, 16 мача, 0 гола
- ПФК Спартак (Варна) – 2007/8 – А футболна група, 19 мача, 0 гола
- ПФК Спартак (Варна) – 2009/10 – Б футболна група, 6 мача, 0 гола
- ПФК „Етър 1924“ – 2010/11 – Б футболна група,34 мача, 0 гола
- ПФК „Светкавица - 1922“ – 2011 – А футболна група